# Leucospis bakeri
Leucospis bakeri is een vliesvleugelig insect uit de familie Leucospidae. De wetenschappelijke naam is voor het eerst geldig gepubliceerd in 1915 door Crawford.